# Игорь (озеро)
И́горь — мезотрофное озеро ледникового происхождения в Хвойнинском (северная часть) и Мошенском (южная часть) муниципальных округах на северо-востоке Новгородской области, в четырёх км от деревни Дворищи и в пятнадцати от райцентра — рабочего посёлка Хвойная. До ближайшего города Боровичи около шестидесяти км. Площадь зеркала — 5,6 км², площадь водосбора — 28,6 км²  длина — 4 км, ширина до 1,2 км. Высота над уровнем моря — 163 метра.

## Описание
Озеро Игорь находится на северо-востоке Валдайской возвышенности. Расположено в пределах Государственного природного заказника регионального значения «Игоревские мхи». Имеет удлинённую форму, вытянутую с юга на север. Южные и северные берега озера Игорь представляют собой моренные холмы. Параллельно восточному берегу озера протянулась озовая гряда длинною в 4 км, у западного берега начинается обширная заболоченная равнина. Полностью окружено грядово-мочажинными болотами с сосново-сфагновой растительностью. Вдоль восточного побережья проходит дорога-зимник, также доступная для проезда внедорожников летом в сухую погоду. Дно озера пологое, торфяное, прикрытое тонким слоем песка, местами каменистое.
Озеро богато рыбой, в нём обитают окунь, щука, плотва, ёрш, налим, карась с преобладанием в уловах щуки, плотвы и окуня.
По берегу озера проложен экскурсионный экологический маршрут — «Экотропа «Озеро Игорь. Ingvarr». Протяженность маршрута – 1,9 км.

## Легенда
Местные жители связывают название озера с древнерусским князем Игорем, который якобы бывал в здешних краях. На восточном берегу озера находится Игорев или Змеиный камень, представляющий собой конгломерат, состоящий из гравия, песка, гальки, карбонатных валунов, некоторых кристаллических пород и известково-доломитового цемента. Камень серого цвета, имеет размеры 5 на 4 на 3 метра.